# جوزيف إيلي عون
جوزيف إيلي عون (العربية: جوزيف عون) (من مواليد 26 مارس 1953 في بيروت، لبنان). هو الرئيس السابع لجامعة نورث إيسترن في بوسطن، ماساتشوستس، حيث تولى منصبه في 15 أغسطس 2006.
كما شغل منصب عميد كلية الآداب والفنون والعلوم بجامعة جنوب كاليفورنيا. انضم إلى جامعة جنوب كاليفورنيا في عام 1982 في قسم اللغويات، وخلال فترة عمله في جامعة جنوب كاليفورنيا شغل منصب رئيس مجلس الشيوخ الأكاديمي.
باعتباره متخصص علم اللسانيات فرع النحو وقواعد اللغة، فهو معروف بعمله في الأشكال المنطقية في اللغة وحركةWH-) Wh-movement).
كان مرتب عون لعام 2016 هو 1،311،729 دولار، علاوة على 204.775 دولار إضافية في السنة كتعويضات. جوزيف إيلي عون هو متزوج من زينة ولديه ولدان، أدريان ويوسف كريم.

## التعليم
- دكتوراه: اللغويات ، معهد ماساتشوستس للتكنولوجيا ، 1981
- دبلوم الدراسات المتقدمة: اللغويات العامة والنظرية ، جامعة باريس الثامنة ، 1977
- ماجستير: اللغات الشرقية والأدب ، جامعة القديس يوسف ، بيروت ، لبنان ، 1975

## المنهج التعليمي
يستطيع جوزيف إيلي طرح العديد من النظريات والأفكار والمساهمة في تطوير مناهج المستقبل في مجال التعليم.
كان له الدور الكبير في إخراج فكرة Robot-Proof ، التي اقترح من خلالها طريقة لتعليم الجيل القادم من طلاب الجامعات على الابتكار والإبداع والتخيل الابداعي والاكتشاف - لسد الاحتياجات المختلفة والمتزايدة في المجتمعات المعاصرة، والتي لا يستطيع حتى ربوتات الذكاء الاصطناعي الأكثر تطوراً تفهمها من حيث الاحتياجات النفسية والفنية.

## جوائز
حصل جوزيف عون على العديد من الأوسمة داخل وخارج الولايات المتحدة عن جهوده في تطوير مناهج التعليم وعلم اللسانيات، وهذه من أهمها:
شوفالييه دو لا ليجيون (وسام الفارس جوقة الشرف): الحكومة الفرنسية ، 2018.
- زميل الجمعية الأمريكية لتقدم العلوم ، 2013

- زميل الجمعية اللغوية الأمريكية ، 20116